# Миа Борисављевић
Мирјана Борисављевић (Ваљево, 8. јун 1984) српска је певачица.

## Биографија

### Музичка каријера
Миа је јавно почела да наступа када је имала седамнаест година. Први албум Груди о груди је изашао 2008. године, уз велику пажњу медија због дугонајављиваног спота за песму Како да не, у коме се певачица потпуно обнажена шета ауто-путем у Македонији. Током 2009. промовисала је два успешна сингла — Женскарош и Сто ратова — дует са Анабелом. Већ следеће, 2010, изашао је још један успешан сингл, Ја бих се с тобом топила. Крајем децембра 2012, издала је песму Лепота балканска, која је постала један од највећих поп-фолк хитова наредне године, забележивши тада рекордних двадесет милиона прегледа на Јутјубу. Године 2013. издала је други албум, са кога су се издвојиле песме Мој Београде, Луда глава, Судбино, моја судбино, Човек мог живота и Ниси с њом (дует са Елитним одредима). Певачица је наставила своју плодну музичку продукцију нижући синглове Бумеранг, Није, није то, Само ме љуби (дует са МС Стојаном), Откидам на тебе, Ништа лично, Прати ме (дует са Марином Висковић) и другима.

### Приватни живот
Миа је била студенткиња Факултета пословних студија на Универзитету Мегатренд. Позната је још и по учешћу у серијалу Велики брат ВИП. Има старију сестру Иву. Године 2016. водила је трећи серијал музичког шоу програма Пинкове звезде. У децембру 2020. отворила је свој фитнес центар Mia Body Space.
Десетог јула 2022. удала се за колегу Бојана Грујића. Њих двоје су претходно били у дугогодишњој вези, а 2017. су снимили и дуетску песму Звери. Имају две ћерке — Ему (рођ. 20. марта 2018) и Теу (рођ. 10. јула 2021).

## Дискографија

### Студијски албуми
- Груди о груди (2008)
- Мој Београде (2013)
- Једна ја (2019)

### Видео-спотови
| Видео-спот            | Година | Режисер                 |
| --------------------- | ------ | ----------------------- |
| Први степен лудила    | 2008.  |                         |
| Како да не            | 2008.  | Дејан Милићевић         |
| Женскарош             | 2009.  | Мигавци                 |
| Сто ратова            | 2010.  | Г. Шливић               |
| Човек мог живота      | 2010.  | Дејан Милићевић         |
| Лаки, лаки            | 2012.  | ДМ САТ видео продукција |
| Судбино, моја судбино | 2012.  | ДМ САТ видео продукција |
| Ниси с њом            | 2012.  | Ведад Јашаревић         |
| Лепота балканска      | 2012.  | Харис Дубица            |
| Луда глава            | 2013.  | Ал Хамед                |
| Мој Београде          | 2013.  | Ал Хамед                |
| Бумеранг              | 2014.  | Ведад Јашаревић         |
| Није није то          | 2014.  | Ведад Јашаревић         |
| Само ме љуби          | 2015.  | Андреј Илић             |
| Прати ме              | 2016.  |                         |
| Ништа лично           | 2016.  |                         |
| Ниси свесна           | 2016.  |                         |
| Ко је горе прошао     | 2017.  | Ведад Јашаревић         |
| Звери                 | 2017.  | Ведад Јашаревић         |
| Краљу мој             | 2017.  |                         |
| Причају по граду      | 2018.  |                         |
| Скандал               | 2018.  |                         |
| Аве Цезаре            | 2019.  |                         |
| Дођи јуче             | 2019.  |                         |
|                       | 2019.  |                         |
| Заљубљива             | 2019.  |                         |
| Није љубав луда       | 2019.  |                         |
| Једна ја              | 2019.  |                         |
| Психијатар            | 2022.  |                         |
| Црне сузе             | 2022.  |                         |
| Нормална              | 2024.  | Toxic Entertaiment      |